# Aperture (Software)
Aperture (engl. „Blende“, „Blendenöffnung“) ist eine Software von Apple für macOS. Sie wurde speziell für Fotografen entwickelt und soll einen schnellen und unkomplizierten Umgang mit Bilddateien bieten. Mit der Betriebssystemversion OS X Yosemite 10.10.3 wurde die Entwicklung zugunsten des Nachfolgers Apple Fotos eingestellt.

## Geschichte
Aperture wurde am 19. Oktober 2005 auf der PhotoPlus Expo in New York vorgestellt. Hervorgehoben wurde die Optimierung des Arbeitsablaufs eines Fotografen bei der Nachverarbeitung (Digital Workflow). Apple stellt Aperture als Post-Production-Werkzeug dar, das auf die Verwaltung und effiziente Korrektur von digitalen Negativen spezialisiert ist. Alle Korrekturen, die an den Daten vorgenommen werden, basieren auf den Originaldaten (RAW oder Standardbildformat) der Kamera.
Ziel ist es, die Handhabung von RAW-Dateien zu vereinfachen. Die aktuelle Version unterstützt neben gängigen RAW-Formaten (.ARW, .CR2, .CRW, .MOS, .NEF, .RAF, .RAW, .SRW, .TIF, .OLY, .FFF, .3FR und .DNG) auch gängige Standardbildformate (JPEG, GIF, TIFF, PNG, PDF und PSD).
Zudem kommt für alle Effekte das in Mac OS X integrierte Core Image zur Anwendung. Dieses ermöglicht ab der Rechnergeneration Power-Mac-G5 sehr schnelle Bildberechnungen, da sie von der Grafikkarte übernommen werden und nicht wie gewöhnlich von der CPU.
Die Software arbeitet nichtdestruktiv, d. h., dass die Originaldatei nicht verändert wird und nur die Bearbeitungsschritte getrennt von der Ursprungsdatei aufgezeichnet werden. Änderungen können daher schnell rückgängig gemacht werden, und die Gefahr, die Originaldatei durch versehentliches Speichern zu überschreiben, wird verringert.
Die Version 1.5 lässt neben der Verwaltung der Bilder in einer eigenen Datenbank auch die referenzierte Verwaltung im Dateisystem und auf anderen Medien zu.
Am 12. Februar 2008 wurde die zweite Version von Aperture vorgestellt. Zu den Neuerungen zählten unter anderem eine übersichtlichere Oberfläche, eine höhere Geschwindigkeit und weitere Möglichkeiten zur Bildbearbeitung.
Ab Version 2.1 unterstützt Aperture auch Plug-ins von Fremdherstellern und bringt selbst ein Plug-in mit: Ab Aperture 2.1 kann man bei Fotos über das Plug-in „Nachbelichten & Abwedeln“ ähnlich wie in einer Dunkelkammer u. a. bestimmte Bildbereiche aufhellen bzw. abdunkeln. Weitere Plug-ins bietet u. a. die Firma Nik mit den Grafikfiltern Silver Efex Pro, Dfine, Viveza, Color Efex Pro, Sharpener Pro und HDR Efex Pro.
Am 9. Februar 2010 wurde die dritte Version von Aperture vorgestellt. Neuerungen waren unter anderem eine automatische Erkennung von Gesichtern, das Lokalisieren und Markieren von Fotos auf Landkarten (Geotagging) sowie die verlustfreie Bearbeitung von Fotos mit Pinseln und umfangreiche neue Filter- und Bildbearbeitungsfunktionen. Außerdem unterstützte die neue Version 64-Bit-Betriebssysteme, was vor allem auf Mehrkernprozessoren mit größerem Arbeitsspeicher ein effizienteres Arbeiten ermöglicht.
Mit dem Wechsel des Softwarevertriebs von Kartonware auf Download über den Mac App Store am 6. Januar 2011 reduzierte Apple den Preis von Aperture von 199 Euro auf 63 Euro. Kunden, welche bereits die Karton-Lizenz gekauft hatten, erhielten 2013 kostenlos automatisch auch eine Mac-App-Store-Lizenz, welche die gleichzeitige Installation auf bis zu fünf Macs erlaubte.
Seit 22. Oktober 2013 steht die Version 3.5 von Aperture bereit. Neu sind die iCloud-Fotofreigabe, Integration von SmugMug und die Unterstützung der iOS-7-Kamerafilter.
Das letzte Update von Aperture war die Version 3.6 am 16. Oktober 2014 und kam zeitgleich mit der Veröffentlichung von OS X 10.10 Yosemite heraus zur Sicherstellung der Kompatibilität mit der neuen Betriebssystemversion.

## Einstellung und Weiternutzung
Am 28. Juni 2014 informierte Apple über Umwege die Öffentlichkeit bezüglich der Einstellung der weiteren Entwicklung der zwei Apple-Fotoverwaltungslösungen Aperture und iPhoto zu Gunsten eines gemeinsamen Nachfolgerproduktes Apple Fotos, das zusammen mit OS X Yosemite erscheinen sollte. Schon kurze Zeit danach ertüchtigten die Aperture-Wettbewerber wie Adobe Photoshop Lightroom und Capture One ihre Migrationssoftware, damit Neukunden möglichst bequem eine Aperture-Bibliothek mit Fotos und Metadaten importieren können.
Die Entwicklung des Nachfolgers Apple Fotos verzögerte sich, so dass diese erst mit dem macOS-Update auf 10.10.3 am 8. April 2015 herauskam. Ein paar Tage später wurde der Verkauf von Aperture eingestellt. Der Nachfolger Apple Fotos wird mit einem Update des Betriebssystems installiert, so dass die Benutzer die Migration von großen Bibliotheken in Ruhe zu einem späteren Zeitpunkt vornehmen können. Bei der Migration werden die Fotos nicht in die neue Bibliothek kopiert und somit doppelt vorgehalten, sondern diese werden durch Links in das Nachfolgeprodukt eingebunden. Auch nach dem Import zu Apple Fotos lässt sich Aperture starten, um bspw. durch Vergleiche die ordnungsgemäße Migration zu kontrollieren.
In Aperture erstellte Fotobücher ließen sich bis zum 31. März 2016 über den eingebauten Onlineshop als Printprodukt mit Versand beauftragen. Mittlerweile lassen sich Aperture-Fotobücher nur als PDF-Datei oder Fotodateien exportieren und ausdrucken.
Die Software Aperture ist auch unter macOS Mojave (10.14) noch offiziell lauffähig. Am 30. April 2019 verkündete Apple über ein Support-Dokument, dass Aperture nicht mehr auf der nächsten macOS-Version (10.15 bzw. Catalina) lauffähig sein werde, und rief die Benutzer zur Migration auf.
Im Oktober 2019 fand ein freier Entwickler heraus, dass Aperture unter macOS Catalina (10.15) mit einigen Anpassungen von Einstellungen und dem Austausch alter Bibliotheken auch unter einem reinen 64-Bit-Betriebssystem lauffähig ist. Diese Schritte können manuell oder per App durchgeführt werden.

## Raw Power
Der Entwickler Nik Bhatt, der in seiner 18-jährigen Anstellung bei Apple die RAW-Camera- und Core-Image-Teams leitete und an der Entwicklung von iPhoto, Aperture und Fotos mitwirkte, entwickelte das Programm Raw Power als Ergänzung des Nachfolgers Apple Foto. Kernfeature ist Live-Syncro mit der Medienbibliothek von Apple Foto (offline und mit iCloud) zusammen mit der nicht mehr im Nachfolger vorhandene Stern-Bewertung und Fahne-Markierung einzelner Fotos, so wie Ergänzung fehlender RAW-Bearbeitungsfunktionen. Raw Power wird als inoffizieller Nachfolger von Aperture bezeichnet.